# Iwajlo Iwanow

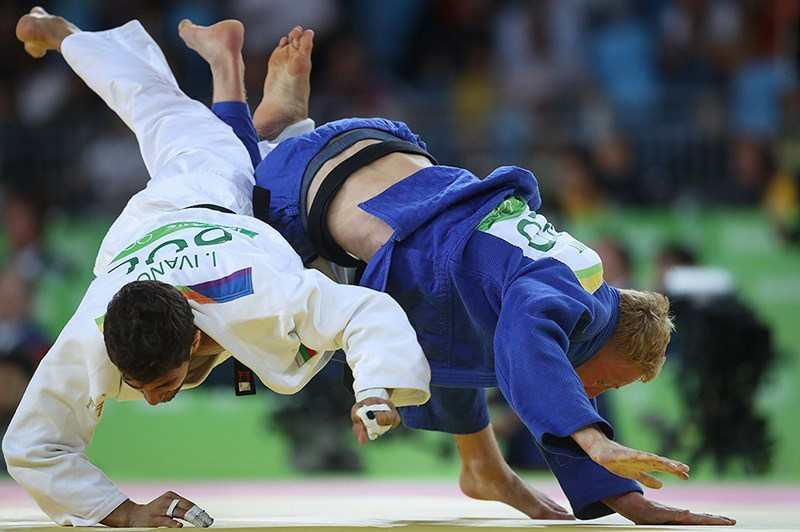
Iwajlo Iwanow (weiß) gegen Frank de Wit (blau) (Olympische Spiele 2016)

Iwajlo Iwanow (bulgarisch Ивайло Иванов; * 20. Juli 1994 in Montana) ist ein bulgarischer Judoka. Er war 2019 und 2020 Europameisterschaftszweiter.

## Sportliche Karriere
Iwanow war 2010 Kadetten-Europameister in der Gewichtsklasse bis 73 Kilogramm. Seit 2011 tritt er im Halbmittelgewicht an, der Gewichtsklasse bis 81 Kilogramm. 2011 gewann er seinen ersten bulgarischen Meistertitel, weitere folgten 2012 und 2014.
2013 war Iwanow Dritter der Junioreneuropameisterschaften, im gleichen Jahr wurde er U23-Europameister. Bei den im Rahmen der Europaspiele 2015 in Baku ausgetragenen Europameisterschaften 2015 und bei den Weltmeisterschaften 2015 schied Iwanow jeweils in der zweiten Runde aus. Im November 2015 siegte er beim Grand-Slam-Turnier in Abu Dhabi und vierzehn Tage später gewann er zum zweiten Mal bei den U23-Europameisterschaften. Anfang 2016 belegte Iwanow hinter dem Georgier Awtandil Tschrikischwili den zweiten Platz beim Grand-Slam-Turnier in Paris. Bei den Europameisterschaften 2016 unterlag er im Halbfinale dem Russen Chassan Chalmursajew. Anschließend gewann er den Kampf um Bronze gegen den Moldauer Valeriu Duminică. Bei den Olympischen Spielen 2016 in Rio de Janeiro bezwang Iwanow zum Auftakt den Niederländer Frank de Wit und im Achtelfinale den Südkoreaner Lee Seung-su. Im Viertelfinale unterlag Iwanow Travis Stevens aus den Vereinigten Staaten und verlor dann in der Hoffnungsrunde gegen den Italiener Matteo Marconcini. Insgesamt belegte Iwanow den siebten Platz.
2017 belegte Iwanow den siebten Platz bei den Europameisterschaften. Bei den Weltmeisterschaften 2017 und den Europameisterschaften 2018 schied er jeweils im Achtelfinale aus, bei den Weltmeisterschaften 2018 war für ihn bereits nach dem ersten Kampf gegen den Italiener Antonio Esposito das Turnier beendet. 2019 wurden die Europameisterschaften im Rahmen der Europaspiele 2019 in Minsk ausgetragen. Iwanow bezwang im Viertelfinale Antonio Esposito und im Halbfinale den Ungarn Attila Ungvári. Im Finale unterlag er dem Belgier Matthias Casse. Bei den Weltmeisterschaften 2019 schied Iwanow in seinem Auftaktkampf gegen den Kanadier Antoine Valois-Fortier aus. Zwei Monate nach den Weltmeisterschaften siegte er bei den Militärweltspielen. Im November 2020 fanden die Europameisterschaften in Prag statt. Iwanow besiegte im Viertelfinale den Türken Vedat Albayrak und im Halbfinale Frank de Wit. Im Finale unterlag er dem Georgier Tato Grigalaschwili. Im Jahr darauf unterlag er bei den Europameisterschaften in Lissabon im Halbfinale Matthias Casse und im Kampf um Bronze dem Israeli Sagi Muki. Bei den Weltmeisterschaften in Budapest scheiterte er im Achtelfinale am Belgier Sami Chouchi. Ebenfalls im Achtelfinale unterlag er dem Usbeken Sharofiddin Boltaboyev bei den Olympischen Spielen in Tokio.
Nach den Olympischen Spielen in Tokio wechselte Iwanow ins Mittelgewicht, die Gewichtsklasse bis 90 Kilogramm. 2022 belegte Iwanow den siebten Platz bei den Weltmeisterschaften in Taschkent. Im Jahr darauf schied er bei den Weltmeisterschaften in Doha im Achtelfinale aus. 2024 traf er bei den Olympischen Spielen 2024 in Paris im Achtelfinale auf den Georgier Lascha Bekauri und verlor gegen den späteren Olympiasieger.
Iwanow trat auch im Sambo an. 2013 war er Weltmeisterschaftsdritter und 2014 Weltmeisterschaftszweiter in der Gewichtsklasse bis 82 Kilogramm.